# Raquete de neve

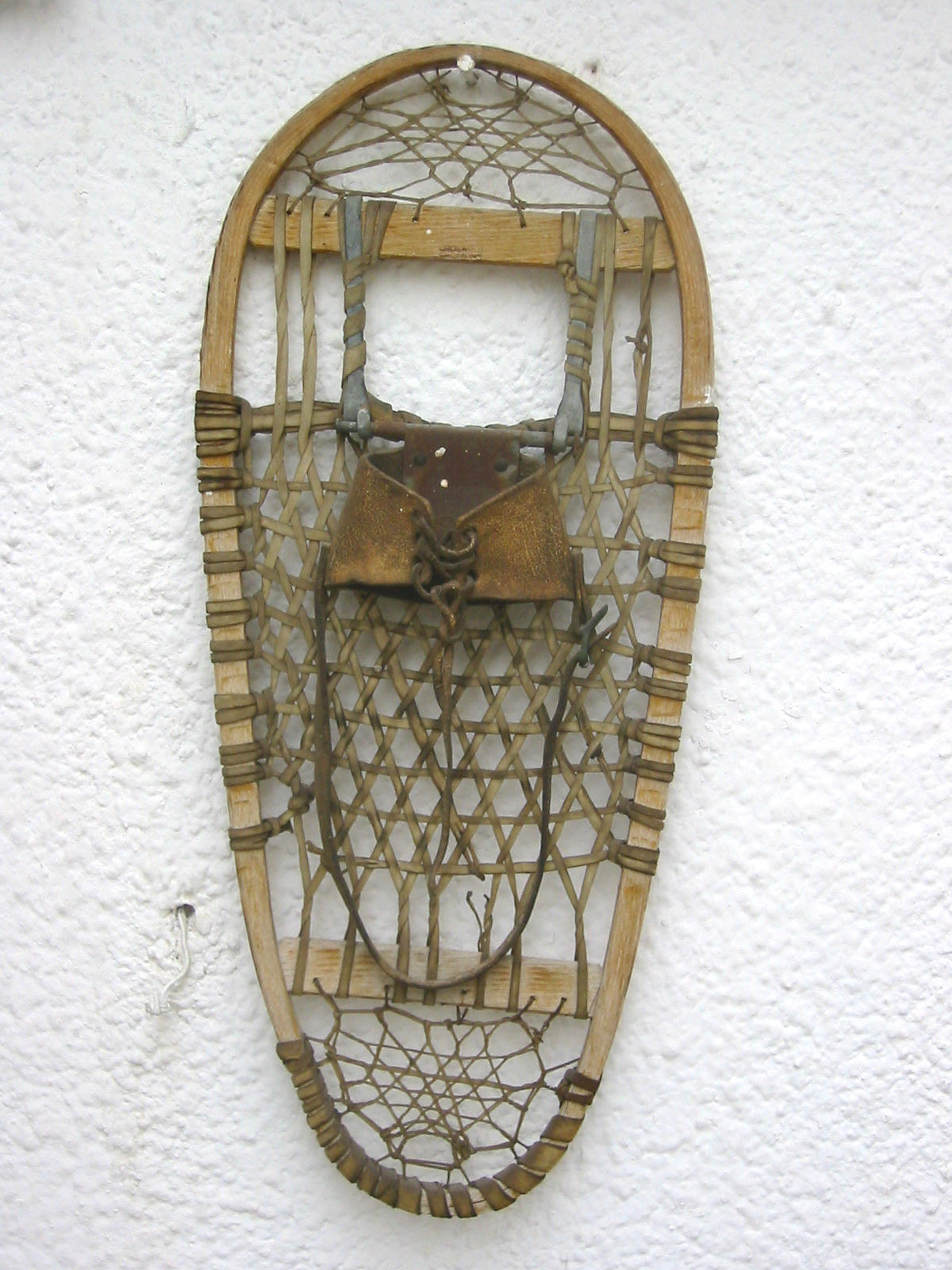

Raquete de neve (em inglês: snowshoe) é um calçado para caminhadas sobre a neve. Esse tipo de calçado distribui o peso da pessoa sobre uma área maior para que seu pé não afunde completamente na neve.